# Герб Скрундского края
Герб Скрундского края — символ Скрундского края, утверждён 8 октября 2009 года министерством культуры Латвии.

## Описание
Описание герба Скрундского края было утверждено 19 сентября 2009 года государственным президентом и председателем геральдической комиссии Латвии — «в зелёном поле серебряный меч с золотой рукоятью, в серебряной главе — железнодорожный мост». В гербе изображён железнодорожный мост через реку Венту, построенный в 1926—1928 годах из чехословацкого металла.
Герб края создан на основе герба города Скрунда.